# Walled Lake
Walled Lake – miasto w Stanach Zjednoczonych, w stanie Michigan, w hrabstwie Oakland.